# 豪猪河

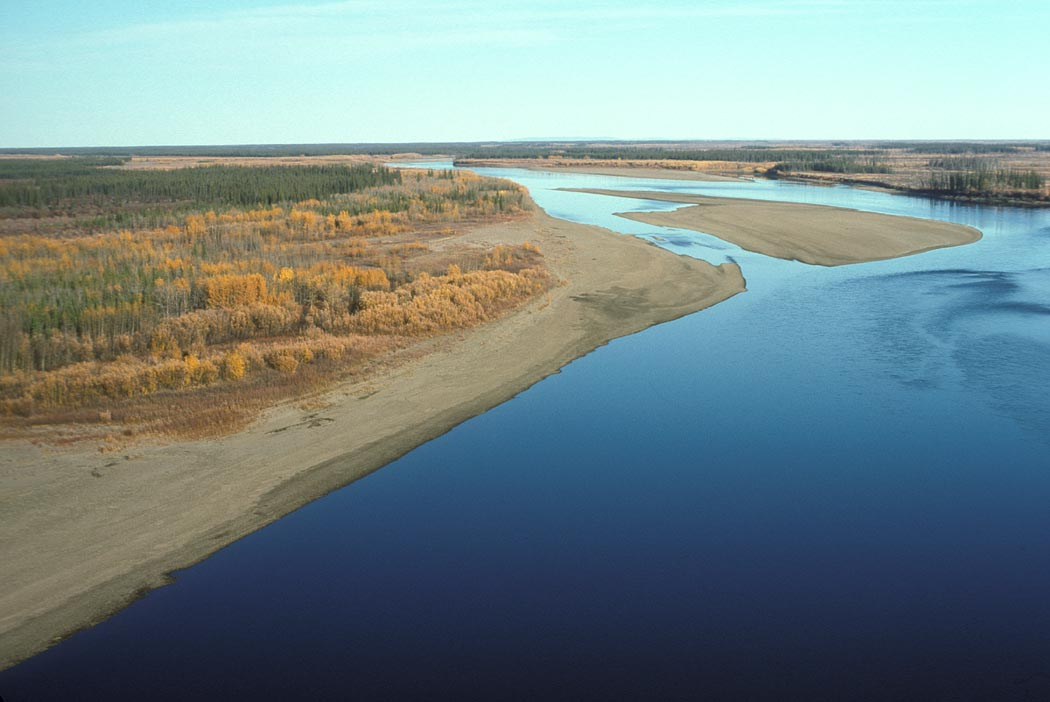
豪豬河

豪猪河（英語：Porcupine River；哥威迅語：Ch’ôonjik），又称波丘派恩河，是流经阿拉斯加及加拿大育空地区的一條河流。豪猪河发源于道森市北面奥吉尔维山脉中的山峰，途径旧克罗，在育空堡附近汇入育空河。